# Unec
Unec – wieś w Słowenii, w gminie Cerknica. W 2018 roku liczyła 580 mieszkańców.